# Simediana

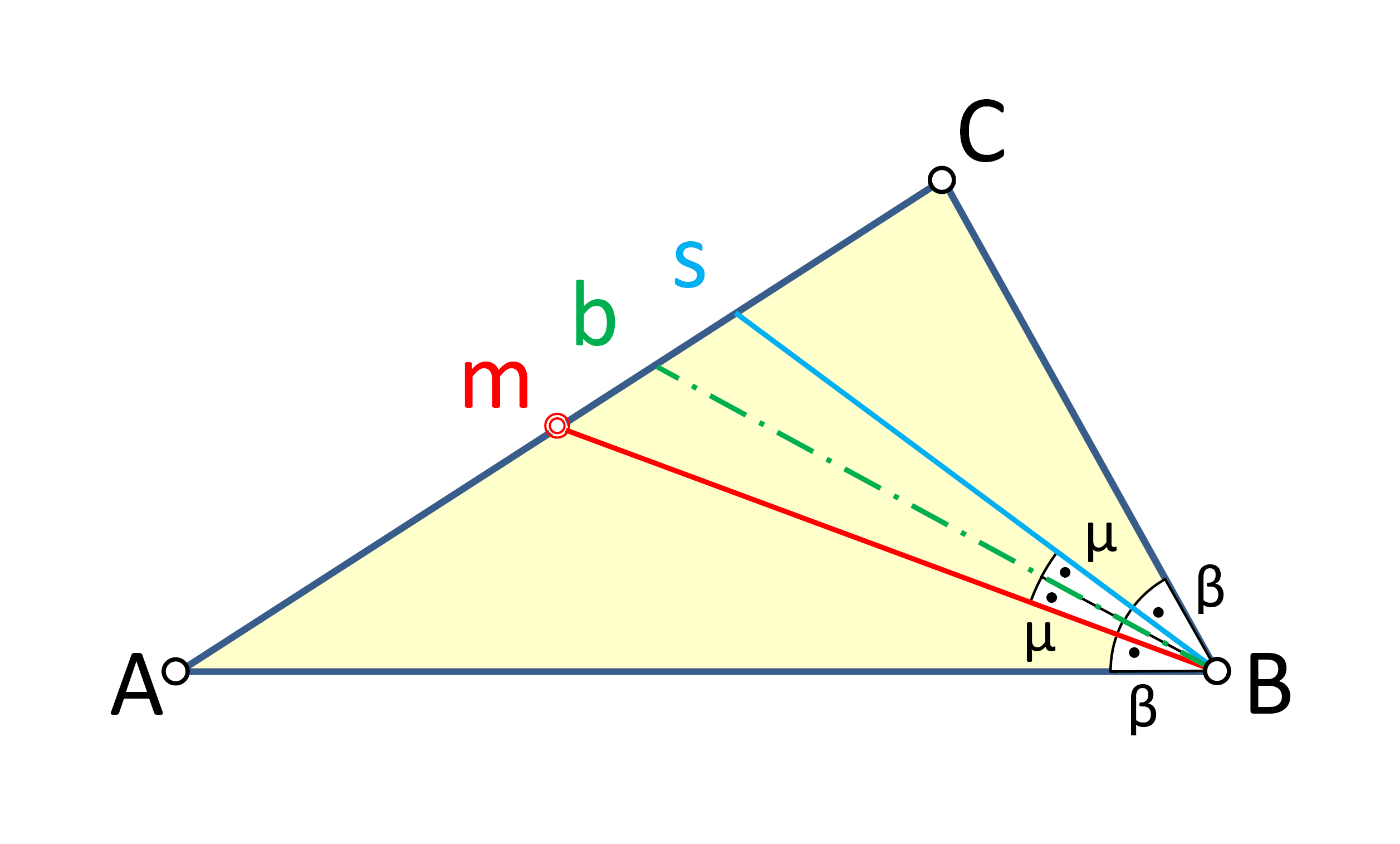
Simediana s del ángulo B del triángulo ABC. La simediana s (color azul) es la línea simétrica a la mediana m (color rojo) respecto a la bisectriz b (color verde)

En geometría, las simedianas son tres rectas particulares asociados con cada triángulo. Se construyen a partir de cada mediana del triángulo (la línea que conecta un vértice con el punto medio del lado opuesto) y trazando su línea simétrica respecto a la bisectriz correspondiente (la línea que atraviesa el mismo vértice, dividiendo el ángulo por la mitad). El ángulo formado entre la simediana y la bisectriz, tiene la misma medida que el ángulo formado entre la mediana y la bisectriz, pero está al otro lado de la bisectriz del ángulo.
Las tres simedianas se encuentran en un punto singular denominado punto de Lemoine. Ross Honsberger llamó a su existencia "una de las joyas de la corona de la geometría moderna".

## Isogonalidad

Un triángulo con medianas (negro), bisectrices (líneas punteadas) y simedianas (rojo). Las simedianas se cruzan en el punto simediano L, las bisectrices en el incentro I y las medianas en el centroide G.

Muchas veces en geometría, si se toman tres líneas especiales que pasan a través de los vértices de un triángulo, o cevianas, entonces sus reflexiones sobre las bisectrices correspondientes, llamadas líneas isogonales, también tendrán propiedades interesantes. Por ejemplo, si tres cevianas de un triángulo se cruzan en un punto P, entonces sus líneas isogonales también se cruzan en un punto, llamado conjugado isogonal de P.
Las simedianas ilustran este hecho:
- En el diagrama, las medianas (en negro) se cruzan en el centroide G.
- Debido a que las simedianas (en rojo) son isogonales a las medianas, las simedianas también se cruzan en un solo punto, L.

Este punto se llama el punto simediano, o alternativamente punto de Lemoine o punto de Grebe.
Las líneas verdes son las bisectrices angulares; las simedianas y las medianas son simétricas respecto a las bisectrices (de ahí el nombre de simedianas).

## Tetraedros
El concepto de un punto simediano se extiende a cualquier tetraedro (sea o no regular). Dado un tetraedro ABCD, dos planos P y Q que pasan por AB son conjugados isogonales si forman ángulos iguales con los planos ABC y ABD. Sea M el punto medio del lado CD. El plano que contiene el lado AB que es isogonal al plano ABM se denomina plano simediano del tetraedro. Se puede mostrar que los planos simedianos se cruzan en un punto, el punto simediano. Este es también el punto que minimiza la distancia a las caras del tetraedro.